# Muhaha
Muhaha är ett periodiskt vattendrag i Burundi.   Det ligger i provinsen Muyinga, i den norra delen av landet, 160 km nordost om huvudstaden Bujumbura.
I omgivningarna runt Muhaha växer huvudsakligen savannskog. Runt Muhaha är det ganska tätbefolkat, med 104 invånare per kvadratkilometer.